# Partisan One
Partisan One – prototyp samochodu terenowego zaprezentowany przez Partisan Motors (Niemcy) w 2017 r. Pojazd cechuje skrajnie uproszczenie mechanizmów, podwozia oraz nadwozia. Prototyp napędzany jest silnikiem wysokoprężnym FIAT 2,8 l, 148 KM. Producent podkreśla uniwersalność konstrukcji, pozwalającej na zamontowanie różnych jednostek napędowych (w zależności od potrzeb podłużnie lub poprzecznie), spalinowych, hybrydowych lub elektrycznych; przewiduje rozmaite konfiguracje transmisji napędu: 2x4 z napędem na przednią lub tylną oś, 4x4, w fazie projektów są wersje 6x6 oraz 8x8. Proponowane są wersje nadwoziowe 3- oraz 5-drzwiowe cywilne oraz militarne, karoseria jest galwanicznie zabezpieczona antykorozyjnie. Modułowa konstrukcja zakłada łatwy transport pojazdów w standardowych kontenerach, producent przewiduje możliwość samodzielnego zmontowania przez użytkownika - w stanie rozłożonym można umieścić w kontenerze 20-stopowym aż 5 zestawów do samodzielnego montażu, które zajmą przestrzeń przewidzianą dla jednego kompletnego pojazdu. Istnieje możliwość zainstalowania opancerzenia nadwozia oraz V-kształtnego opancerzenia przeciwminowego podwozia. Przewidywany zasięg dzięki zbiornikowi paliwa o dużej pojemności szacowany jest na 1000-1500 km. Producent udziela 100-letniej gwarancji nabywcom, przewiduje też użytkowanie w warunkach wojskowych na przynajmniej 50 lat.